# 烏斯維亞特區

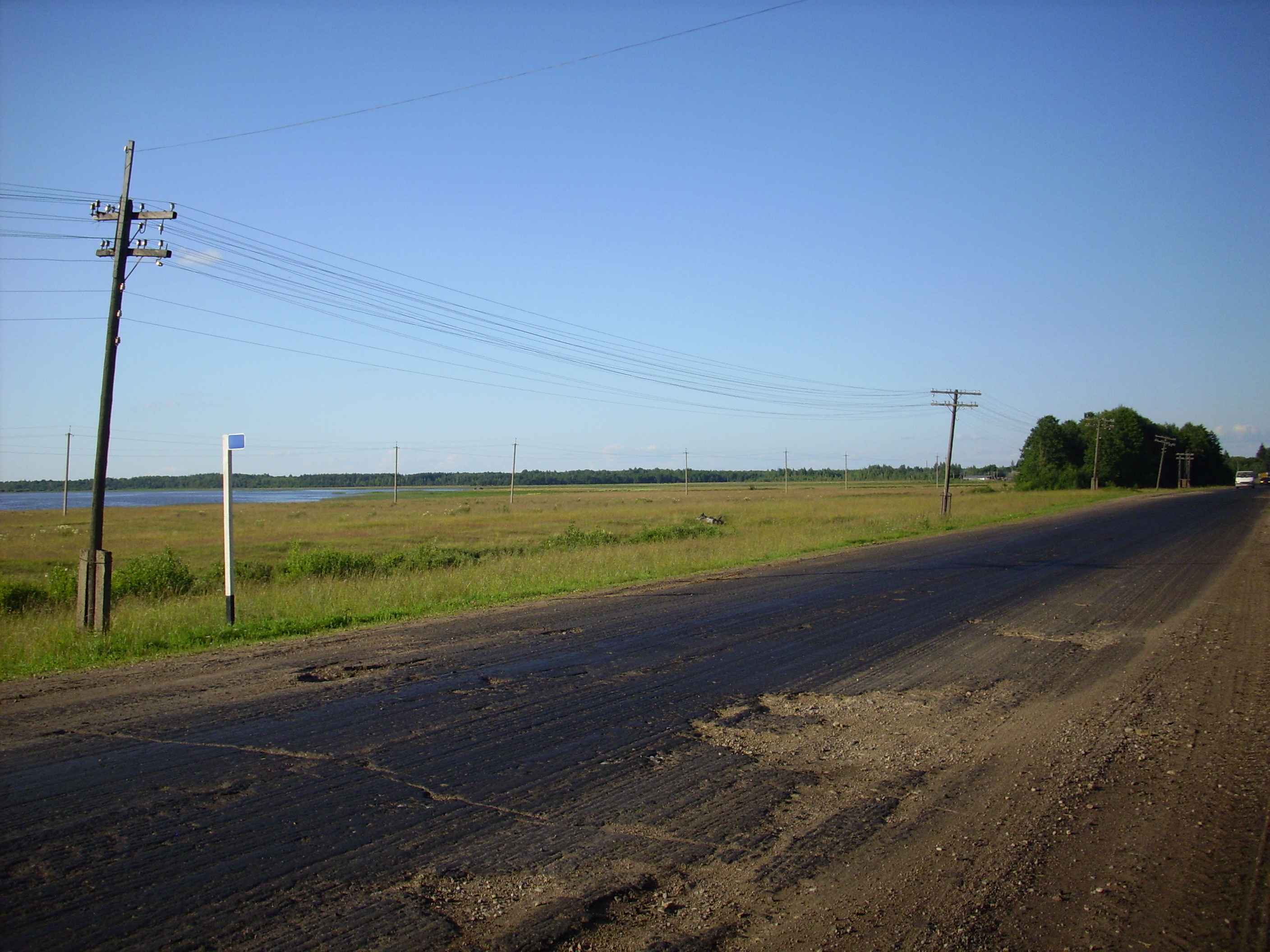

55°44′55″N 30°45′20″E / 55.74861°N 30.75556°E
烏斯維亞特區（俄语：Усвятский район），是俄羅斯的一個區，位於該國西北部，由普斯科夫州負責管轄，面積1,100平方公里，2010年人口5,598，人口密度每平方公里5.09人。